# Parotocinclus
Parotocinclus (Паротоцинклюс) — рід прісноводних сомоподібних риб триби Otothyrini з підродини Hypoptopomatinae родини лорікарієвих. Має 33 види. Наукова назва походить від латинського слова par, тобто «одно», грецького слова otis — вухо, латинського слова cinclus — «ґратчастий».

## Опис
Загальна довжина представників цього роду коливається від 2,1 до 6 см. Голова доволі широка, трохи сплощена зверху. Очі невеличкі. Задня скронева кістка неперфорована. Тулуб подовжений, приосадкуватий, вкрито від 3 до 5 ліній кісткових пластин. На череві пластини нерівно розташовані. Спинний плавець низький, довгий. Грудні та черевні плавці широкі, проте останні поступаються розмірами першим. Жировий плавець відсутній. У самців біля анального плавця присутній генітальний горбок. Хвостовий плавець витягнутий, усічений.
Забарвлення коливається від темно-зеленого до темно-коричневого, плавці можуть бути яскравих кольорів. Також у низки видів розкидані світлі цятки, плями або смужки.

## Спосіб життя
Це демерсальні риби. Воліють до прісних водойм. Зустрічаються в прозорих мілководних річках і струмках, де глибина від 0,1 до 1 м, з піщаним або гравійним дном. Утворюють косяки. Ведуть денний спосіб життя, обшарюючи дно в пошуках їстівного. Живляться м'якими водоростями, а також личинками комах.
Самиця відкладає від 10 до 20 ікринок. Мальки ростуть повільно.

## Розповсюдження
Мешкають у річках Оріноко, Сан-Франсіско, Жекітай, Паракату, Томбетас, Маровіджне — у межах Венесуели, Гаяни, Суринаму й Бразилії.

## Тримання в акваріумі
Для цих сомів необхідні ємності заввишки 25—30 см й об'ємом від 100 літрів. На дно насипають дрібний пісок темних тонів. Поверх піску розсипають кілька жмень дрібної гальки. Також на дні розміщують камені різного розміру — великі біля задньої стінки, дрібніші біля переднього скла. Рослини можна посадити уздовж заднього скла в напівзануреному стані.
Це неагресивні риби. Містять групою від 7—10 особин. Сусідами можуть стати рибки невеликих розмірів — тетра, харацидіуми, інші лорікарієві. Годують сомиків свіжими овочами, таблетками (чіпсами) для рослиноїдних сомів. Так само в раціон додають живий харч або замінники. Беруть також сухий корм. З технічних засобів знадобиться внутрішній фільтр середньої потужності або невелика помпа, компресор. Температура тримання повинна становити 20—24 °C, не переносять тривалий час температуру вище 26 °C.

## Види
- Parotocinclus adamanteus
- Parotocinclus amazonensis
- Parotocinclus arandai
- Parotocinclus aripuanensis
- Parotocinclus bahiensis
- Parotocinclus bidentatus
- Parotocinclus britskii
- Parotocinclus cearensis
- Parotocinclus cesarpintoi
- Parotocinclus collinsae
- Parotocinclus cristatus
- Parotocinclus doceanus
- Parotocinclus eppleyi
- Parotocinclus halbothi
- Parotocinclus haroldoi
- Parotocinclus jequi
- Parotocinclus jimi
- Parotocinclus jumbo
- Parotocinclus kwarup
- Parotocinclus longirostris
- Parotocinclus maculicauda
- Parotocinclus minutus
- Parotocinclus muriaensis
- Parotocinclus nandae
- Parotocinclus planicauda
- Parotocinclus polyochrus
- Parotocinclus prata
- Parotocinclus pukuixe
- Parotocinclus robustus
- Parotocinclus seridoensis
- Parotocinclus spilosoma
- Parotocinclus spilurus
- Parotocinclus variola